# Vaulx-en-Velin
Vaulx-en-Velin är en kommun i departementet Rhône i regionen Auvergne-Rhône-Alpes i östra Frankrike. Kommunen ligger i kantonen Vaulx-en-Velin som tillhör arrondissementet Lyon. År 2022 hade Vaulx-en-Velin 52 448 invånare.

## Befolkningsutveckling
Antalet invånare i kommunen Vaulx-en-Velin
| Referens: INSEE |